# UB40
UB40 — найуспішніший регі-гурт за всю історію популярної музики, як за продажем дисків (більше 70 мільйонів примірників), місцями в чартах так і за гастрольним календарем. За майже сорокарічну кар'єру їм довелося виступати в переповнених концертних залах по всьому світу, бути головними виконавцями на регі-фестивалі Reggae Sunsplash на Ямайці, сприяти популяризації жанру регі в Південній Америці і Росії. 2006 року їхній альбом Who You Fighting For? номіновано на премію Греммі (категорія «Регі»).
Створена 1978 року в Бірмінгемі, спочатку виступала на розігріві в англо-американського колективу The Pretenders. Їхній перший альбом 1980 року став платиновим і досяг другого місця в чартах. 1983 року підкорили американських слухачів з кавер-версією нілдаймондівського хіта Red Red Wine, а через десять років протягом семи тижнів займали перше місце Billboard Hot 100 з переспівуванням балади Елвіса Преслі «(I Can't Help) Falling in Love with You».
Назва гурту походить від назви реєстраційної форми для отримання допомоги з безробіття — Unemployment Benefit, Form 40.

## Історія гурту

### Перші кроки
Усі учасники UB40 були знайомими ще зі шкільних часів. Браян Треверс купив за накопичені гроші свій перший саксофон, коли працював учнем електрика. Звільнившись із роботи, він разом із Джиммі Брауном, Ерлом Фолконером та Алі Кемпбелом організував гурт. Ще не навчившись грати на музичних інструментах, учасники UB40 роз'їжджали Бірмінгемом і розклеювали на стінах рекламні плакати гурту. Звучання UB40 сформувалось під час тривалих репетицій у різних приміщеннях Бірмінгема. Перший виступ відбувся 9 лютого 1979 року в пабі «Заєць та мисливські собаки», де відзначався день народження їхнього спільного друга.

### Signing Off (1980)
Прорив стався, коли Кріссі Хайнд побачила їхній виступ у пабі і надала їм можливість грати на «розігріві» у свого гурту The Pretenders. Перший сингл UB40 King/Food for Thought вийшов на Graduate Records, місцевому незалежному лейблі, і досяг 4-го місця у відповідному списку.
Перший альбом отримав назву Signing Off (малося на увазі, що учасників гурту викреслили зі списку тих, хто отримує допомогу з безробіття). Його записано в маленькій квартирі у Бірмінгемі. Частину матеріалу записано в саду, тому, за словами Нормана Гассана, на деяких звукових доріжках можна почути спів птахів. Signing Off надійшов у продаж 29 серпня 1980 року і дістався 2-го місця в альбомному чарті; його сертифіковано як «платиновий» диск.
У музичному плані перші три альбоми є звуковими ландшафтами характерними для виконавців регі і дабу. Стиль секції духових інструментів навмисно наближено до звучання «допотопних» карибських оркестрів. Тексти пісень перевантажено агресивною критикою соціально-політичної ситуації у Великій Британії того часу і прямими атаками на тетчеризм.

### На піку популярності
Після великого успіху у Великій Британії UB40 досягли популярності і в США, випустивши 1983 року альбом кавер-версій пісень інших виконавців (музичних ідолів гурту) Labour of Love. Цей альбом вважають поворотним пунктом до більш комерційного звучання. Через три роки виступили на благодійному концерті Heart Beat Charity Concert у Бірмінгемі.
У серпні 1986 побачив світ альбом Rat in the Kitchen, що зачіпає теми злиднів і безробіття, який потрапив у топ-10 альбомних чартів Великої Британії. Багато критиків вважають його одним з кращих у дискографії гурту (на Allmusic виставлено чотири з половиною зірки з п'яти можливих). Композицію Sing Our Own Song написано на підтримку чорношкірих музикантів ПАР. Тоді в цій південноафриканській країні ще діяв режим апартеїду, а прем'єр-міністр Великої Британії Маргарет Тетчер називала Нельсона Манделу «небезпечним терористом». Диск випущено в Радянському Союзі фірмою «Мелодія» за ліцензією DEP International. У листопаді 1986 UB40 дали концерт в Лужниках, на якому вперше в СРСР дозволили глядачам танцювати, правда на місцях згідно з купленими квитками.
1987 року Рей «Пабло» Фолконер, продюсер UB40, загинув в автомобільній катастрофі. Ерла Фолконера засудили до шести місяців ув'язнення, оскільки він перебував за кермом автомобіля, який врізався в стіну фабрики в Бірмінгемі.

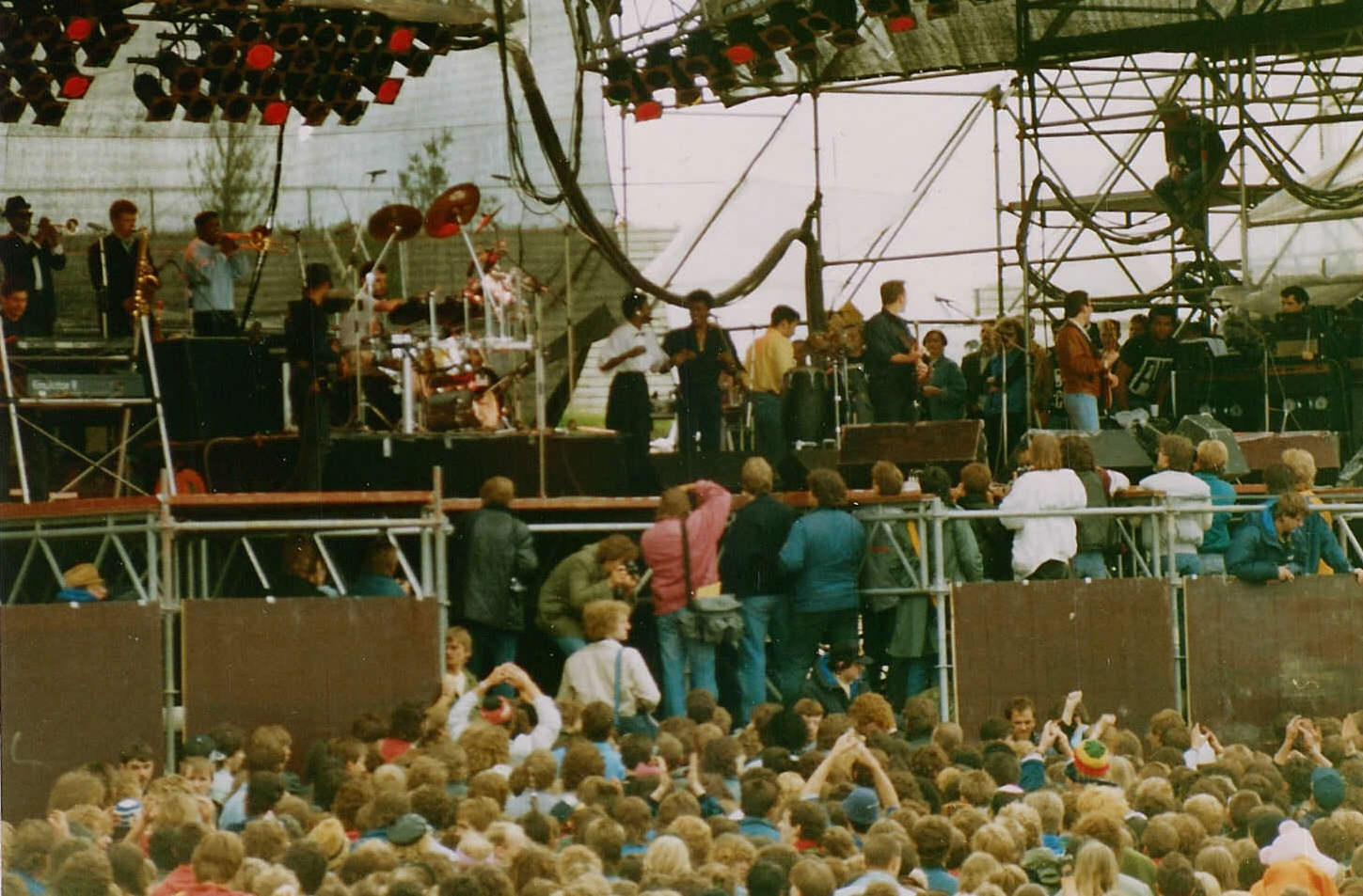
UB40. Rock am Ring 1987, ФРН.

1988 року UB40 здійснили тривалий світовий тур, виступивши в Австралії, Японії та Південній Америці. У липні того ж року, разом з іншими найпопулярнішими на той момент виконавцями, взяли участь у концерті Free Nelson Mandela («Свободу Нельсону Манделі») на стадіоні Вемблі в Лондоні. Цю музичну подію дивилися мільйони телеглядачів у багатьох країнах світу (зокрема й у Радянському Союзі) в прямому ефірі. Після цього зріс інтерес любителім музики до гурту і в США: альбом Labour of Love II (1989) увійшов до Billboard's Top 20 і дав кілька хітів (Kingston Town, Here I Am (Come And Take Me), Homely Girl, The Way You Do The Things You Do).
На початку 1990-х років UB40 зробили спільну роботу I'll Be Your Baby Tonight з Робертом Палмером.
До 1994, після виходу успішного диска Promises and Lies (1993), UB40 зменшили гастрольні обороти (перед цим вони виступили в Південній Африці, де на їхніх концертах побувало загалом 250 000 глядачів). Подальша творча пауза була заповнена роботою музикантів над власними проєктами: Алі Кемпбелл записав на Ямайці сольний альбом Big Love, а також, разом зі своїм братом Робіном, брав участь у записі хіта Baby Come Back Пето Бентона. Ерл Фолконер зайнявся продюсерською діяльністю.

### 2000-ні

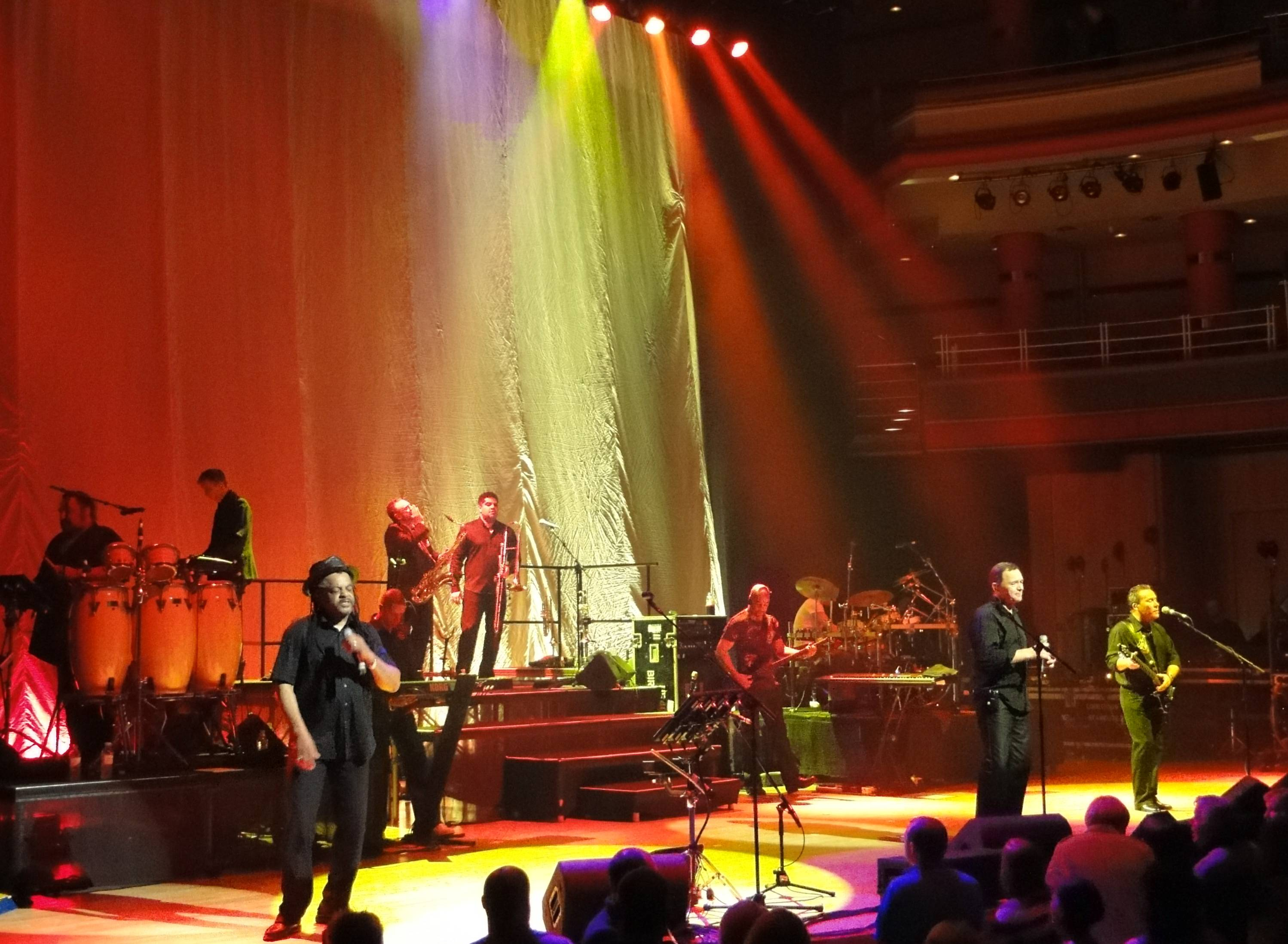
UB40 у 2010

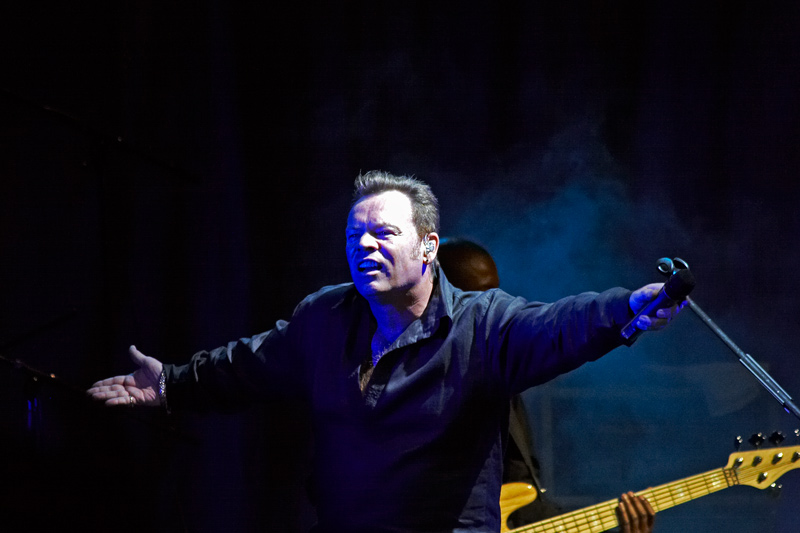
Алі Кемпбелл

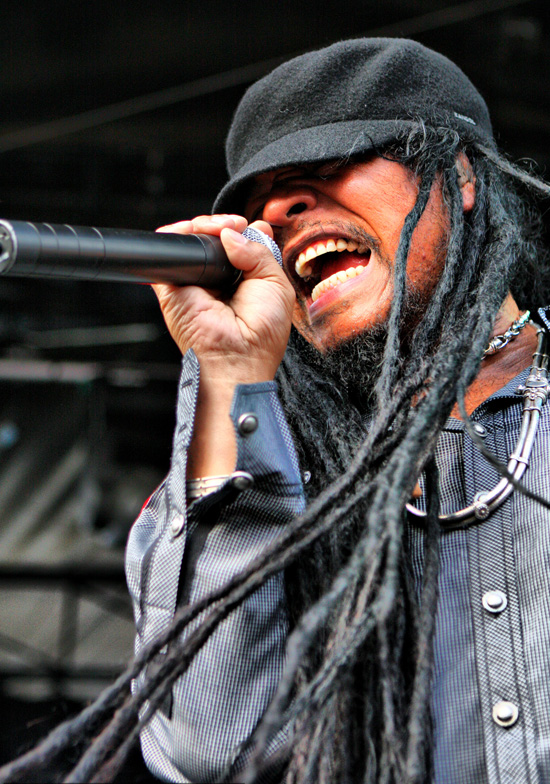
Максі Пріст, 2011 рік

2002 року фірма Virgin Records випустила збірку кращих пісень Young, Gifted and Black з пояснювальною статтею Робіна Кемпбелла. Наступний студійний альбом Homegrown (2003) містив пісню Swing Low, використану як офіційна тема Кубка світу з регбі того ж року. Диск 2005 року Who You Fighting For? номіновано на премію Греммі як регі-альбом 2006 року. Він відрізняється більшою політизованістю в дусі 80-х. Випущений фірмою Rhino Records у США. 2007 року UB40 виступили як головний гурт на Live Earth concert, який проходив недалеко від Йоганнесбурга. 24 січня 2008 в засобах масової інформації оголошено, що Алі Кемпбелл, після 30 років роботи, йде з гурту. Спочатку казали, що він хоче зосередитися на сольній роботі; однак пізніше співак заявив, що йде через розбіжності з менеджментом і фінансові проблеми. Решта п'ятеро учасників UB40 прокоментували це рішення: «Алі свою сольну кар'єру вважав для себе важливішою, ніж продовження роботи в колективі. Все дуже просто.» У деяких бірмінгемських газетах також повідомлялося, що Максі Пріст стане новим основним вокалістом гурту і запише кавер-версію пісні Боба Марлі I Shot the Sheriff. Статті ґрунтувалися на інформації з джерел «близьких до гурту». Пріст приєднався до UB40 під час їхнього туру 2007 року, який завершувався в Бірмінгемі в грудні (квитки були повністю розкуплені). Інші місцеві газети повідомляли, що Максі Пріст стане новим фронтменом UB40, проте заява прес-секретаря гурту спростувала ці твердження. У ній говорилося: «Максі співпрацює з музикантами UB40, але ніякого рішення по заміну ним Алі Кемпбелла не прийнято. Повідомлення не зовсім точні — просто він запрошений для запису кількох пісень.»
У квітні 2008 по BBC повідомили, що в колектив приходить Дункан Кемпбелл, а регі-співак Максі Пріст також залишається для ущільнення складу на час гастролей. Приблизно в цей же час виходить новий альбом TwentyFourSeven, записаний ще звичним (з Алі Кемпбеллом) складом. Диск вийшов у вигляді безкоштовного додатку до газети The Mail on Sunday 4 травня 2008, розпроданої в кількості близько 300000 примірників. Це призвело до того що в день виходу повного сімнадцятидоріжкового варіанту альбому Роздрібна торгівля відмовлялася завозити його на склади. Через це диск не увійшов у топ-75 Великої Британії, дійшовши до 84 місця, тоді як усі попередні входили в топ-50. Наступним альбомом стала збірка Love Songs (3-е місце в чарті Великої Британії), що вийшла на EMI — колекція пісень із серії Labour of Love.
2008 року гурт зробив кілька гастрольних турів країною. Потім виступив у США, вперше в Hollywood Bowl. Під час туру по США UB40 запропонували фанам записи концерту на USB-флешнакопичувачах (з пластиковими браслетами), а також ремікси даб-сесій і фотографії. 2009 року UB40 випустили новий альбом із серії Labour of Love, записаний з новим вокалістом — Дунканом Кемпбеллом.
12 червня 2010 зіграли єдиний концерт під час автоперегонів 24 години Ле-Мана. Виконано такі номери: Red Red Wine, Can't Help Falling in Love та Kingston Town.

## Склад
Поточний склад
- Джиммі Браун — ударні (від 1978)
- Робін Кемпбелл — гітара, вокал (від 1978)
- Ерл Фолконер — бас-гітара (від 1978)
- Норман Гассан — перкусія, тромбон, вокал (від 1978)
- Дункан Кемпбелл — вокал (від 2008)

Колишні учасники
- Алі Кемпбелл — гітара, вокал (1978—2008)
- Міккі Верч'ю — клавішні (1978—2008)
- Браян Треверс — саксофон (1978—2021, помер у 2021)
- Астро — труба, вокал (1978—2013, помер у 2021)

## Дискографія

### Концертні альбоми
- 1983: UB40 Live
- 1987: UB40 СССР.Live in Moscow
- 1998: UB40 Present the Dancehall Album
- 2007: Live at Montreux 2002
- 2008: The Lost Tapes — Live at the Venue 1980
- 2009: lIVE 2002 Arena: 12/12/2009
- 2016: Unplugged

### Сингли
| 1980 | King / Food for Thought                                             | 4  | -  | -  |
| 1980 | My Way of Thinking / I Think It's Going to Rain                     | 6  | -  | -  |
| 1980 | The Earth Dies Screaming / Dream a Lie                              | 10 | -  | -  |
| 1981 | Don't Let It Pass You By / Don't Slow Down                          | 16 | -  | -  |
| 1981 | One in Ten                                                          | 7  | -  | -  |
| 1982 | I Won't Close My Eyes                                               | 32 | -  | -  |
| 1982 | Love Is All Is Alright                                              | 29 | -  | -  |
| 1982 | So Here I Am                                                        | 25 | -  | -  |
| 1983 | Red Red Wine                                                        | 1  | 1  | 12 |
| 1983 | Please Don't Make Me Cry                                            | 10 | -  | 59 |
| 1983 | Many Rivers to Cross                                                | 16 | -  | -  |
| 1984 | Cherry Oh Baby                                                      | 12 | -  | -  |
| 1984 | If It Happens Again                                                 | 9  | -  | -  |
| 1985 | I Got You Babe (UB40 featuring Chrissie Hynde)                      | 1  | 28 | 15 |
| 1985 | Don't Break My Heart                                                | 3  | -  | -  |
| 1986 | Sing Our Own Song                                                   | 5  | -  | 44 |
| 1987 | Rat in Mi Kitchen                                                   | 12 | -  | -  |
| 1987 | Watchdogs                                                           | 39 | -  | -  |
| 1987 | Maybe Tomorrow                                                      | 14 | -  | -  |
| 1987 | Reckless (Afrika Bambaataa & UB40)                                  | 17 | -  | -  |
| 1988 | Breakfast in Bed (UB40 featuring Chrissie Hynde)                    | 6  | -  | 40 |
| 1988 | Where Did I Go Wrong                                                | 26 | -  | -  |
| 1989 | Homely Girl                                                         | 6  | -  | -  |
| 1990 | Kingston Town                                                       | 4  | -  | 5  |
| 1990 | Wear You to the Ball                                                | 35 | -  | -  |
| 1990 | I'll Be Your Baby Tonight (Robert Palmer & UB40)                    | 6  | -  | 14 |
| 1990 | Impossible Love                                                     | 47 | -  | 55 |
| 1991 | The Way You Do the Things You Do                                    | 49 | 6  | 53 |
| 1991 | Here I Am (Come Take Me)                                            | 46 | 7  | 58 |
| 1993 | Can't Help Falling in Love                                          | 1  | 1  | 2  |
| 1993 | Higher Ground                                                       | 8  | 45 | 21 |
| 1993 | Bring Me Your Cup                                                   | 24 | -  | 52 |
| 1994 | C'est La Vie                                                        | 37 | -  | -  |
| 1994 | Reggae Music                                                        | 28 | -  | -  |
| 1995 | Until My Dying Day                                                  | 15 | -  | 88 |
| 1997 | Tell Me It Is True                                                  | 14 | -  | 89 |
| 1998 | Come Back Darling                                                   | 10 | -  | -  |
| 1998 | Holly Holy                                                          | 31 | -  | -  |
| 1999 | The Train Is Coming                                                 | 30 | -  | -  |
| 2000 | Light My Fire                                                       | 63 | -  | -  |
| 2001 | Since I Met You Lady / Sparkle of My Eyes (UB40 featuring Lady Saw) | 40 | -  | -  |
| 2002 | Cover Up                                                            | 54 | -  | -  |
| 2003 | Swing Low (UB40 / United Colours of Sound)                          | 15 | -  | -  |
| 2005 | Kiss and Say Goodbye                                                | 19 | -  | 89 |
| 2005 | Reasons (UB40 & Hunterz & Dhol Blasters)                            | 75 | -  | -  |
| 2009 | Bring It On Home To Me                                              | -  | -  | -  |
| 2010 | Get Along Without You Now                                           | -  | -  | -  |

## Цікаві факти
- Відеокліп на пісню гурту UB40 Red Red Wine відрізнявся від усього, що було модно тоді у виробників відеороликів (красиві екзотичні пейзажі, грецькі богині, яхти, слони, лімузини тощо). У ньому показано один день з життя чорнороба: навантаження металобрухту на пустирі, пияцтво в пивній, крадіжка грошей з кишені головного героя, який задивився на красиву дівчину; повернення в тісну квартиру старшого брата (великого любителя собак) в безтямному стані[13].
- У жовтні 1986 відбувся[3] концерт гурту в Москві. Чималу частину аудиторії становили солдати строкової служби Радянської армії.
- У пісні Reasons в альбомі Who You Fighting For? (2005) є фрагменти, виконані мовою пенджабі.
- Дункан Кемпбелл є професійним музикантом-ложкарем, єдиним у Великій Британії (за його словами)[14].
- Дункан Кемпбелл міг би стати вокалістом гурту UB40 1978 року, а не в 2008; але він не побажав, назвавши щойно створений гурт «паскудним», який «іде в нікуди». Після цього він працював менеджером казино на Барбадосі і в кафе в Австралії[14].
- Норман Гассан — пристрасний меломан. Його музичні інтереси простягаються від регі й соулу до оперної музики[15].
- Основні музичні інструменти гурту вдалося придбати 1978 року «завдяки» тому, що Алі Кемпбелл отримав гроші за відшкодування морального і фізичного збитку, заподіяного йому внаслідок бійки в барі[16].
- У жовтні 2011 чотирьох учасників-засновників гурту UB40 Браяна Треверса, Астро (Теренса Вілсона), Нормана Гассана і Джеймса Брауна через борги звукозаписної фірми DEP International оголошено банкрутами.[17]

## Учасники гурту UB40
|              |              |               |                 |
| Алі Кемпбелл | Ерл Фолконер | Норман Гассан | Дункан Кемпбелл |